# Hollern-Twielenfleth
Hollern-Twielenfleth är en kommun i Landkreis Stade i förbundslandet Niedersachsen i Tyskland. Kommen bildades i januari 1967 genom en sammanslagning av Hollern och Twielenfleth i kommunen Hollern. Namnet ändrades till det nuvarande 1 juli 1984.
Kommunen ingår i kommunalförbundet Samtgemeinde Lühe tillsammans med ytterligare fem kommuner.